# Aeropuerto de Malabo-Santa Isabel
El Aeropuerto de Malabo o Aeropuerto de Santa Isabel (IATA: SSG, OACI: FGSL) es un terminal aéreo situado en Punta Europa, en la isla de Bioko, Guinea Ecuatorial. El nombre del aeropuerto se debe a la capital, Malabo, conocida anteriormente como Santa Isabel y que se encuentra aproximadamente 9 km al este. 
Hasta el descubrimiento del petróleo en las costas de Guinea ecuatorial a mediados de los 90, el aeropuerto era una terminal prefabricada en metal, cubierta, que mantenía solamente un vuelo internacional y el gobierno era el usuario principal de este aeropuerto. Hoy en día es utilizado por Air France, Iberia, Royal Air Maroc, Lufthansa, Ethiopian Airlines, Kenya Airways, y otras compañías europeas además de recibir un gran número de vuelos de carga procedentes de todo el globo. Aparte de lo anterior, funciona como base operativa de las cuatro compañías nacionales que operan dentro y fuera de las fronteras ecuatoguineanas.

## Historia

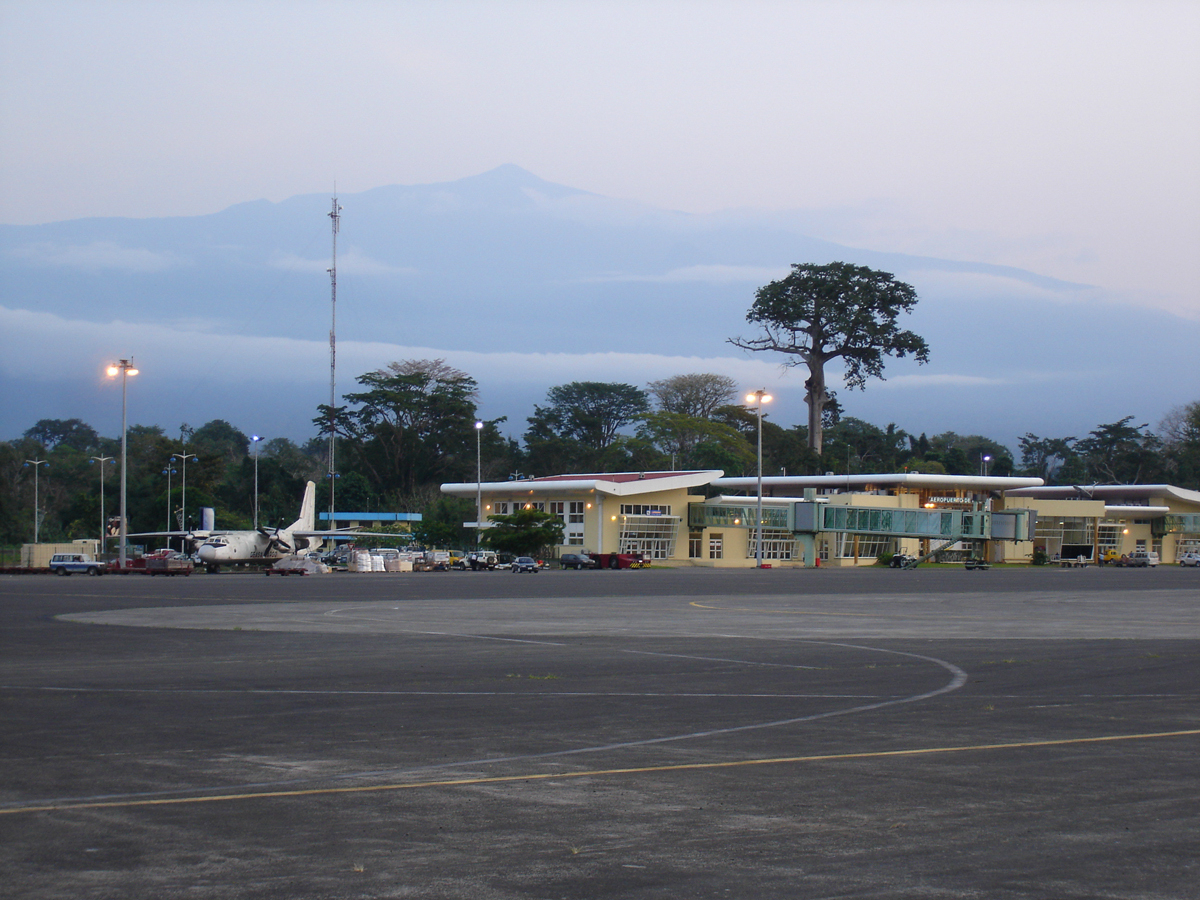
La pista del aeropuerto en el año 2007.

Durante la guerra civil nigeriana, el aeropuerto fue utilizado como base para los vuelos a Biafra. El viejo galpón de lata ha sido substituido por un edificio adecuado a las necesidades de los pasajeros que transitan por él. Dicho terminal fue inaugurado en el año 2004. El aeropuerto ahora recibe cómodamente una cantidad más grande de tráfico extranjero, aunque algunas veces queda en evidencia una necesaria ampliación del mismo. 
A pesar del progreso reciente, el aeropuerto de Malabo es solamente uno de los dos aeropuertos pavimentados en la actualidad. Mientras tanto, se están construyendo los aeropuertos de Mongomo y Corisco, que se encuentran en fase de finalización. El otro es el aeropuerto internacional de la ciudad de Bata, ubicado en la zona continental de Guinea Ecuatorial. Los hangares pueden alojar aviones grandes como el DC-10 de McDonnell Douglas o el C-130 Hércules. El aeropuerto tuvo un tráfico en 2001 de 34.500 pasajeros.

## Aerolíneas y destinos
| Aerolíneas               | Destinos                                                                          |
| ------------------------ | --------------------------------------------------------------------------------- |
| Lufthansa                | Fráncfort, Lagos                                                                  |
| CEIBA Intercontinental   | Bata, Mengomeyén, Brazzaville, Cotonú, Douala, Libreville, Lomé, Madrid, São Tomé |
| Ethiopian Airlines       | Addis Abeba, Douala                                                               |
| Cronos Airlines          | Bata, Douala, Cotonú, Port Harcourt                                               |
| Royal Air Maroc          | Casablanca, Libreville                                                            |
| Air France               | París, Douala                                                                     |
| Plus Ultra Líneas Aéreas | Madrid                                                                            |

### Aerolíneas de carga
- MK Freighters/Panalpina
- CEIBA Intercontinental

## Galería

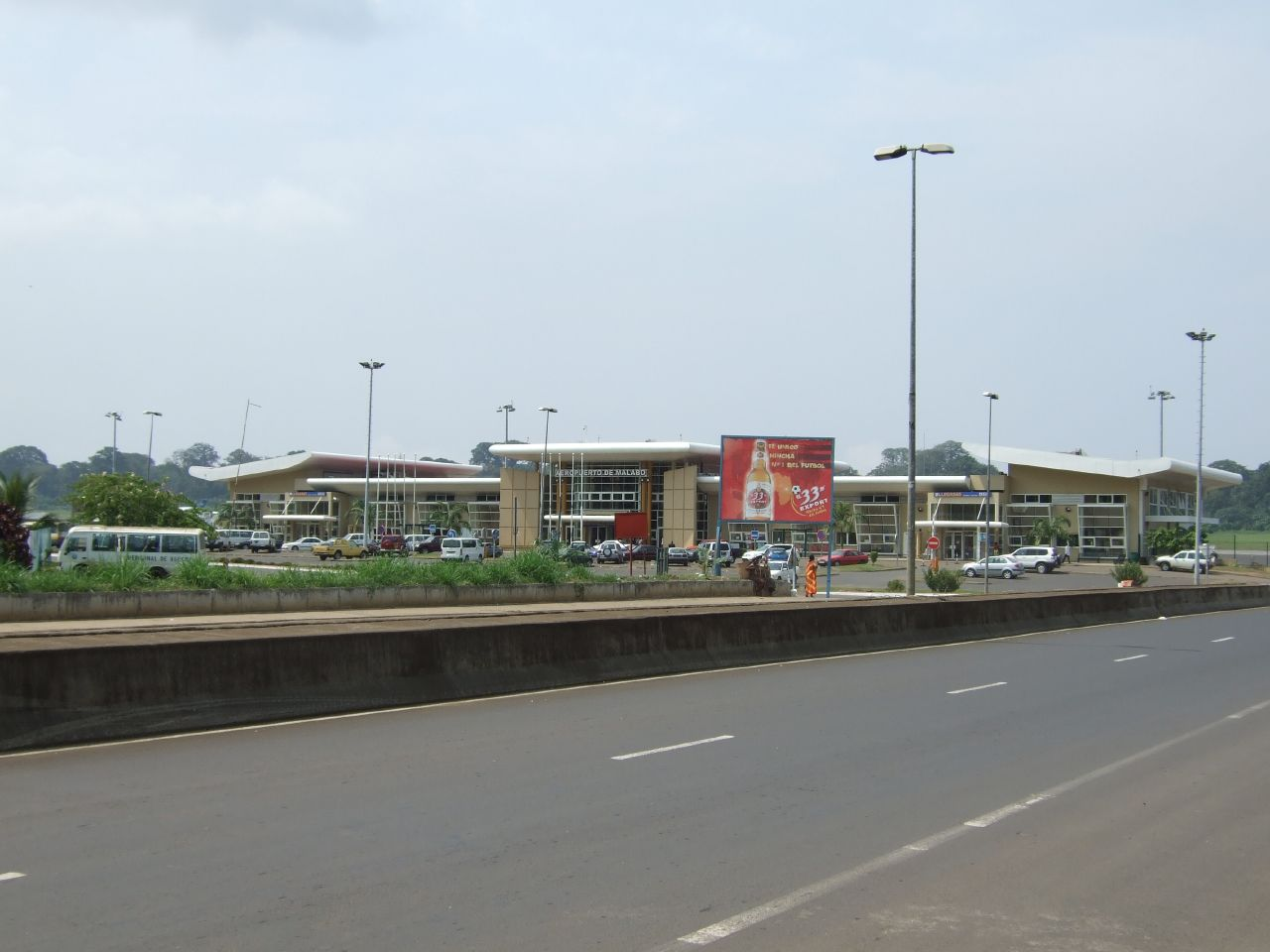
Acceso Principal, Aeropuerto Internacional.
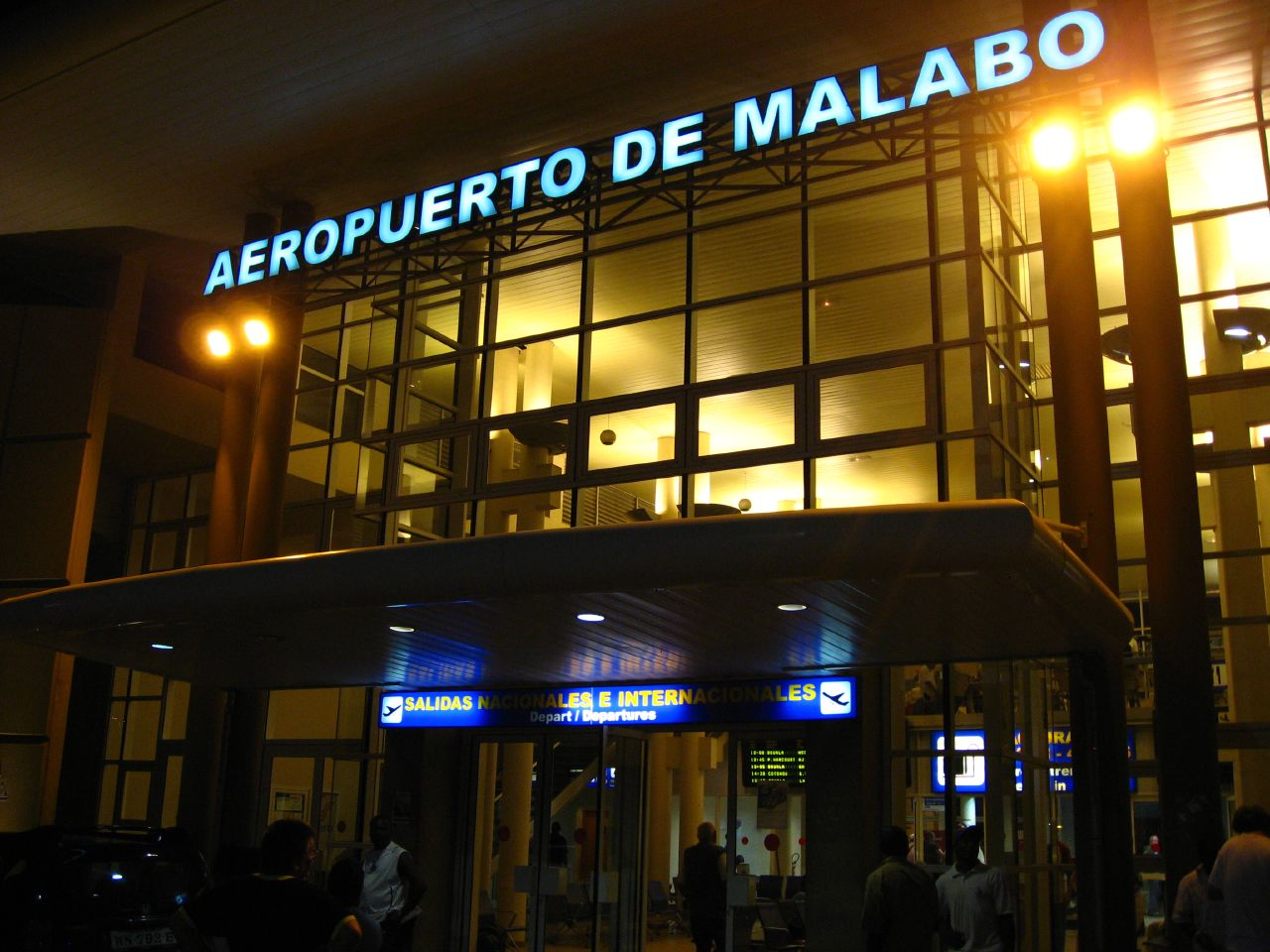
Entrada al aeropuerto.
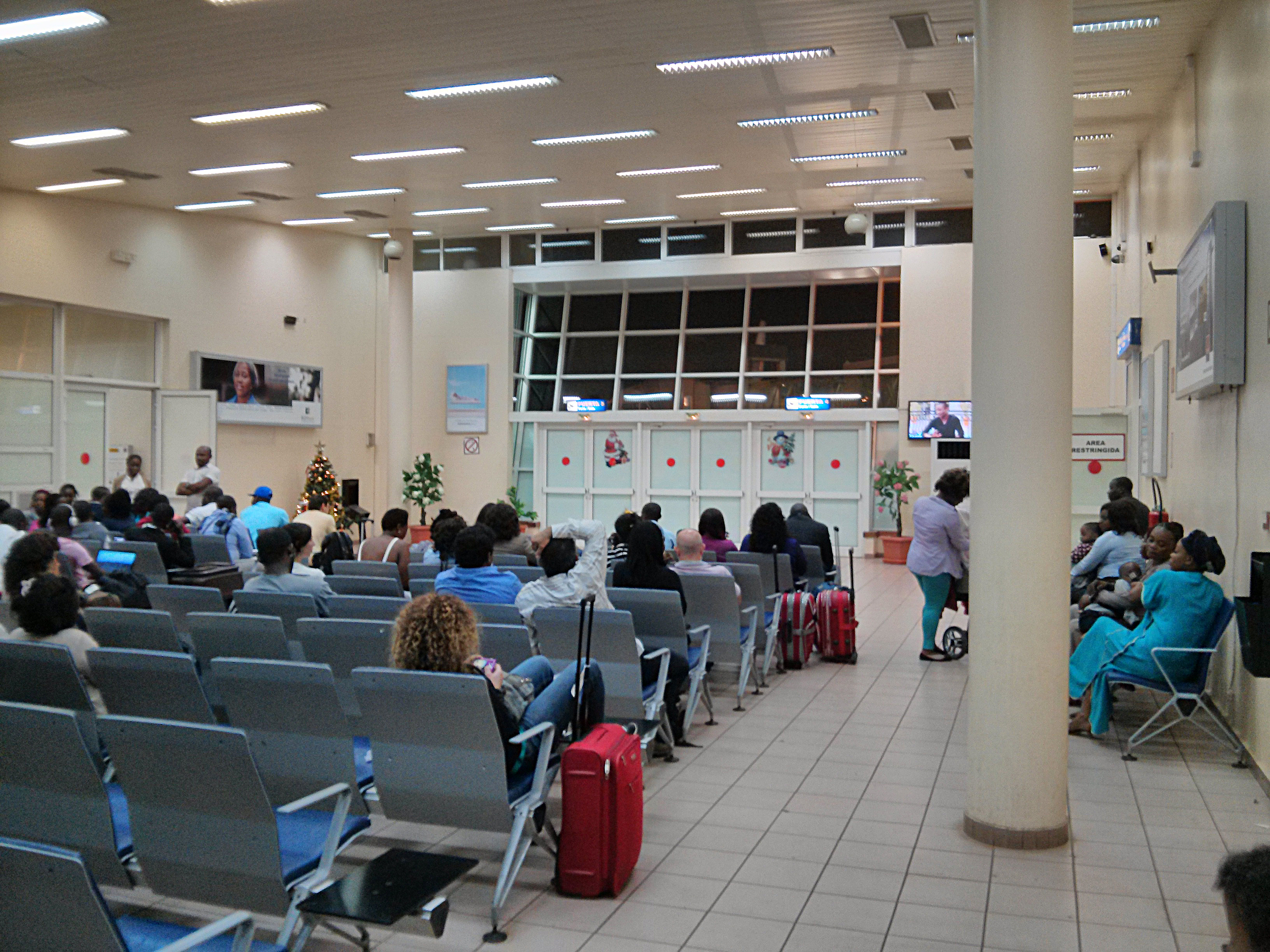
Zona de espera del aeropuerto.
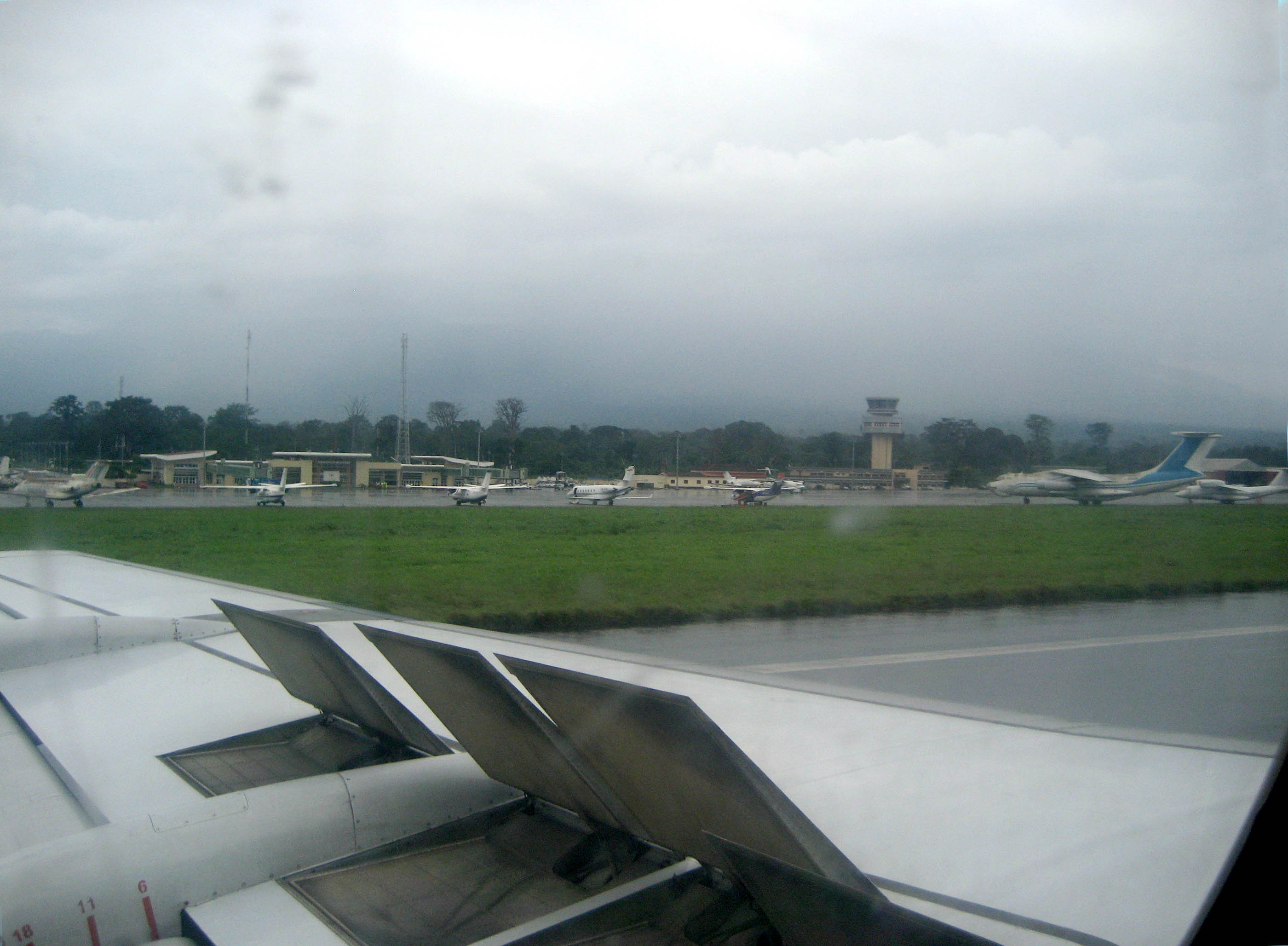
A pie de pista.